# Замок Каргін
Замок Каргін (англ. Carraigin Castle, Cargin Castle) — замок Каррайгін — один із замків Ірландії. Розташований в графстві Ґолвей. Збудований близько 1300 року в готичному стилі. Розташований на березі озера Лох-Корріб, що славиться своєю фореллю та мальовничими островами. Замок непогано зберігся, простояв більше 700 років. В останні роки був відреставрований з максимальним дотриманням технологій та архітектури початку XIV століття. Замок оточений лісами і луками, нині є прекрасним місцем відпочинку для туристів — любителів ірландської старовини. На основному поверсі замку є великий зал, склепінчастий коридор, великі вітальня та їдальня, великий камін, компактна кухня. На околицях замку проводяться для туристів кінні екскурсії та катання на човнах по озеру.

## Історія замку Каргін
Замок має масивні стіни і був добре укріпленою твердинею. Але не зважаючи на це, замок будувався і використовувався для безпечного життя господарів, а не для ведення війни. Збудував замок Адам Гайнард ІІІ (ірл. — Adam Gaynard III) — норманський лицар та аристократ, онук норманського авантюриста, що брав участь у завоюванні Ірландії норманами під проводом ватажка Де Бурго у 1238 році. Після Адама Гайнарда ІІІ десять поколінь його нащадків жили в цьому замку.
У 1650 році інший авантюрист — Джордж Стонтон (англ. — George Staunton) придбав замок і землі Каргін. Його нащадки володіли замком до 1946 року. Замок неодноразово горів, частину замку розібрали і каміння використали для будівництва особняків в околиці, збудованих в стилі епохи короля Георга. Проте основна частина замку збереглася і в 1970 році почалась реставрація замку і він був відновлений у своєму початковому вигляді.